# Кніппер Лев Костянтинович
Лев Костянтинович Кніппер (21 листопада (3 грудня) 1898, Тіфліс — 30 липня 1974, Москва)  — радянський композитор. Народний артист РРФСР (1974). Лауреат двох Сталінських премій другого ступеня (1946, 1949).

## Біографічні відомості
В Громадянську війну воював у Білій армії та евакуювався у 1920 році з Криму із залишками Армії барона Врангеля.
З 1922  — в Москві. З 1923  — член Асоціації сучасної музики. Вів творчу та пропагандистську роботу в РККА.
З 1932  — інструктор з масової роботи Особливої Червонопрапорної Далекосхідної армії. З 1933 виступає як диригент. З 1936  — керівник музичної частини Театру народів Сходу.
Був агентом НКВС.
Автор симфонічних творів, у тому числі 4-й симфонії «Поема про бійця-комсомольці» (1934), до якої увійшла його знаменита пісня «Полюшко-поле». Крім того, автор музики опер «Північний вітер» (1930), «На Байкалі» (1948), «Маленький принц» (1964), балету «Красуня Ангара» (спільно з Бау Ямпіловим, поставлений в 1959 Бурятським театром опери та балету), понад 20 симфоній, музики до кінофільмів та театральних спектаклів (серед інших  — Таїрівська «Оптимістична трагедія» в Камерному театрі).
Він також вивчав народну музику в середньоазіатських республіках: Туркменістані, Киргизстані та Таджикистані, записав таджицькі (близько 150), киргизькі, туркменські, курдські, ассирійські народні пісні — близько 80 бурятських пісень.

## Родина
Племінник актриси Ольги Кніппер-Чехової та тенора Володимира Нардова, рідний брат актриси кіно і театру у Німеччині Ольги Чехової, що входила до близького оточення Єви Браун та Адольфа Гітлера.

## Нагороди та премії
- Сталінська премія другого ступеня (1946)  — за серенаду для струнного оркестру
- Сталінська премія другого ступеня (1949)  — за сюїту «Солданьські пісні» для симфонічного оркестру
- Державна премія РРФСР імені М. І. Глінки (1972)  — за нову редакцію балетного спектаклю «Красуня Ангара» Л. К. Кніппера і Б. Б. Ямпілова, поставленого на сцені Бурятського ГАТОБ
- заслужений діяч мистецтв Бурятської АРСР (1958)
- заслужений діяч мистецтв РРФСР (1968)
- народний артист РРФСР (1974)
- орден «Знак Пошани» та медалі

## Твори

### Симфонії
- 1927  —I (1929)/Symphony No. 1 opus 13
- 1928 — 1932  —II, «Лірична» (1931)/Symphony No. 2 «Lyric» opus 30
- 1932 — 1933  —III, «Далекосхідна», з солістами, чоловічим хором, духовим оркестром, сл. Віктора Гусєва (1932)/Symphony No.  3 «The Far-East Army» after Geseyev for soloists, male chorus, military brass band and orchestra opus 32
- 1933 — 1934  —IV, «Поема про бійця-комсомольці», з солістами та хором, сл. Віктора Гусєва (1933);2-я ред.  — 1965/Symphony No. 4 «Poem for the Komsomol Fighters» in D major after Guseyev for soloists, chorus and orchestra opus 41
- 1933 — 1934  —V (1935)/Symphony No. 5 «Lyric Poem» opus 42
- |1936 — 1938  —VI, «Червона кіннота», з солістом, слова народні (1936)/Symphony No. 6 in E major «The Red Cavalry»
- 1938  —VII, «Військова» (1937)/Symphony No. 7 D Major «Military»
- 1943  —VIII (1943)/Symphony No. 8
- 1945  —IX (1944)/Symphony No. 9
- 1946  —X, «Епізоди Великої Вітчизняної війни» (1946)/Symphony No. 10
- 1946  —XI (1949)/Symphony No. 11
- 1947  —XII (1950)/Symphony No. 12
- 1947  —XIII, «Пам'яті Миколи Мясковського» (1952)/Symphony No. 13
- 1954  — XIV (1954)/Symphony No. 14
- 1962  —XV, для струнних інструментів (1962)/Symphony No. 15 for string orchestra
- 1966  —XVI, «Драматична» (1968)/Symphony No. 16
- 1970  —XVII, «К 100-річчю з дня народження В. І. Леніна», з концертуючою віолончеллю та солістами, сл. Володимира Маяковського та Марфи Крюкової (1970)/Symphony No. 17 («Lenin») for soloists and orchestra
- 1971  —XVIII, «Камерна», з солісткою, сл. Миколи Сингаївського (1970)/Symphony No. 18 for female voices and orchestra
- 1971  —XIX (1971)/Symphony No. 19
- 1972 — 1973  —XX, з концертуючою віолончеллю (1972)/Symphony No. 20 for violin, cello and orchestra
- 1974  —XXI, «Симфонічні танці»

### Опера-балет
- 1927  — «Кандид», за повістю Вольтера

### Опери
- 1930  — «північний вітер», лібрето В. М. Киршона, реж. Л. В. Баратов/Музичний театр імені К. С. Станіславського
- 1931  — «Міста та роки», за романом К. А. Федина
- 1942  — «Актриса»
- 1948  — «На Байкалі» (Улан-Уде,2 ред.  — 1958)
- 1958  — «Корінь життя» (2-я ред.  — «Серце тайги», Куйбишев)
- 1959  — «Мурат» (Фрунзе)
- 1965  — «Маленький принц», опера-поема, за казкою А. де Сент-Екзюпері (Москва)
- 1967  — «Андрій Соколов», опера-повість; прив. лібрето за повістю М. Шолохова

### Балети
- 1951  — «Джерело щастя» (Сталінабад)
- 1959  — «Красуня Ангара», совм. з Б. Б. Ямпіловим (Улан-Уде)

### Для солістів, хору та оркестру
- Кантати:
  - 1947  — «Весна», сл.Д. Сєдих 
  - 1954  — «Дружба непорушна», сл.  Г. Фере

- Для хору та оркестру:
  - «Переможна увертюра», сл. Ц. Солодар

### Для симфонічного оркестру
- 1925  — сюїта «Казка гіпсового божка»
- 1932  — сюїта «Спогад», для скрипки та Симф. орк.
- Сюїти:
  - I (1933)
  - II (1933)
  - III, «Ванч» (1934)
- 1935  — «Бахи-Боло»
- Танцювальні сюїти:
  - I (1937)
  - II,  — для симфоджаз-оркестру (1947)
- 1939  — «Туркменські ескізи»
- 1940  — «Образи Туркменії»
- 1942  — «Макові», на іранські теми
- 1946  — «Солданьські пісні»  —Сталінська премія 1949
- 1947  — «Забайкальська Курумкан»
- 1949  — «Колгоспні пісні»
- 1951  — «Памір»
- 1959  — «Ала-Тоо»

#### Сімфоніетти
- 1932  — «Тіль Уленшпігель»
- 1953  — «Симфонієта»

#### Поеми
- 1940  — «На Перекопському валу»
- 1942  — «Пісня про кінноті» («Доватор»)

#### Увертюри
- 1944  — «25 років РККА»
- 1948  — «Молодіжна»
- 1961  — «Привіт космонавтам»

#### Симфонії-сюїти
- 1960  — «Симфонічні оповідання про цілину»
- 1961  — «Листи друзям» [Архівовано 5 Січня 2014 у Wayback Machine.]

#### Концерти
- 1943  —I
- 1965  —II
- 1967  —III
- Для віолончелі, хору та симфонічного оркестру:
  - «Сказ», посв. творцям космічних кораблів (1964)
- Для струнного квартету та симфонічного оркестру:
  - Концерт (1967)
- Для труби, фагота та симфонічного оркестр:
  - Подвійний концерт (1968)
- Для кларнета та симфонічного оркестру:
  - Концерт (1964)
- Для фагота та симфонічного оркестру
  - Концерт (1970)
- Для валторни та симфонічного оркестру:
  - 4 імпровізації та коду
- Для голосу та оркестру:
  - «Подвиг», сл. А. Красовського (1955)
- Для струнного оркестру:
  - симфонієти:
    - I (1934)
    - II (1944)
    - III (1971)

  - 1945  — «Гірська серенада»
- Для струнного квартету та струнного оркестру:
  - «Радіф» (1944)
- Для  віолончелі, 7 духових інструментів та литавр:
  - «Концерт-монолог» (1962)
- Для віолончелі, струнних та ударних інструментів:
  - «Концерт-поема» (1969)
- Для скрипки, віолончелі та 7 духових інструментів:
  - «Подвійний концерт» (1966)
- Для гобоя, струнного квінтету та ударних інструментів:
  - «Концерт-сюїта» (1966)
- Для 12 духових інструментів:
  - Варіації у формі симфонії (1966)
- Струнні квартети:
  - I (1942)
  - II (1965)
  - III (1973)
- Для  гобоя та фортепіано:
  - 1946  — 12 прелюдій
- Для кларнета та фортепіано:
  - 1946  — 12 прелюдій
- Для фортепіано:
  - 1936  — 5 п'єс на таджицьку тему
  - 1951  — 3 п'єси («Сангяр»)
  - Фортепіанні тріо:
    - I (1967)
    - II (1972)

### Вокальні твори

#### Для голосу тафортепіано
- 1925  — Два романси на сл.  О. О. Блока
- 1935  — цикл «Про любов»: 8 пісень на сл. A. С. Пушкіна
- 1945  — «П'ять масових пісень», сл. армійських поетів
- 1945  — балада «Біла хата», сл. армійських поетів

#### Пісні
- 1934  — «Полюшко-поле», сл. В. М. Гусєва
- 1934  — «Почесна варта», сл. М. А. Свєтлова
- 1942  — «Бойова пісня», сл. О. Количева
- 1942  — «Помстимося», сл.А. Висотіна
- «Рукавиці» (дитяча), сл.  Е. А. Долматовского
- «Чому ведмідь зимою спить ?» (детская), сл. А. Коваленкова

#### Дляхору
- 1936  — Три козачі пісні, сл. народні
- 1938  — Три пісні на сл. Тараса Шевченка
- 1969  — «Леніну», слова Володимира Маяковського

### Музика до драм. спектаклів
- 1925,29 грудня — «Загмук», трагедія в 5 д. (про повстання рабів у Вавилоні)  А. Г. Глебова, реж. Микола Волконський, худ. Іван Федотов/Малий театр
- 1932  — «П'ятий горизонт», за п'єсою ' ' Переца Маркиша, реж. Йосип Толчанов, худ. Йосип Рабинович/Театр ім. Вахтангова
- 1933,18 грудня  — «Оптимістична трагедія», за п'єсою нД Вишневського; реж. Олександр Таїров, худ. Вадим Риндін/Камерний театр
- 1950  — «Казка»

### Музика до фільмів
- 1934 — «Приватне життя Петра Виноградова»
- 1935 — «Червона кіннота»
- 1964 — «Сторінки безсмертя»